# Gabriel Poulain
Pour les articles homonymes, voir Poulain (homonymie).
Gabriel Poulain est un coureur cycliste pistard français, né le 14 février 1884 à Saint-Hélier (Jersey), mort le 9 janvier 1953 à Nice.
Il s'installe à Paris en 1901 et vit quelques années au Danemark.
Le 31 juillet 1911 près de Friedrichshafen, il est blessé dans une chute d'avion d'une hauteur de 40 mètres.
Le 4 juillet 1912 à Viry-Châtillon, il gagne le prix Peugeot de 1000 francs pour un « vol » en aviette (bicyclette volante) de plus de 1 mètre. Le 9 juillet 1921 au bois de Boulogne, il remporte le prix Peugeot de 10 000 francs pour un vol de plus de 10 m dans deux directions opposées en aviette, Gabriel Poulain réalisant alors un vol de 10,54 m, puis un de 12,30 m, de 1,5 m de hauteur, avec son aviette de 12 m2 de surface.

## Palmarès
- Champion du monde de vitesse professionnelle : 1905 (2e : 1906, 1908, 1909, 1923)
- Champion de France de vitesse : 1905, 1922, 1924 (3e : 1903, 1904, 1906, 1913, 1923)
- Champion de France de vitesse amateurs : 1914
- Grand Prix d'Angers : 1902, 1905, 1914, 1921, 1922 et 1923
- Grand Prix de Bordeaux : 1904, 1905 et 1909
- Grand Prix de Roanne : 1904
- Grand Prix de Buffalo : 1905 (2e : 1907, 1908)
- Grand Prix de Roubaix : 1905
- Grand Prix de Reims : 1905 (2e : 1906, 1907 ; 3e : 1913, 1921)
- Grand Prix de l'UVF : 1906 (2e : 1905, 1919)
- Grand Prix Barden de Paris : 1906
- Grand Prix d'Anvers : 1906, 1923
- Prix d'été de vitesse de Paris : 1906
- Grand Prix du Conseil Municipal de Paris : 1905, 1907
- Prix Baras de vitesse de Paris : 1907
- Grand Prix de Pâques de vitesse de Paris : 1908 (3e : 1906)
- Grand Prix Robert Protin : 1909
- Grand Prix de La Louvière : 1913
- 1er en match contre Amedeo Polledri et Marcel Dupuy à Rouen : 1913
- Prix Ludovic Morin de vitesse de Paris : 1914
- Grand Prix de Turin : 1926

- 2e du championnat de France d'hiver de vitesse : 1909 (3e : 1913)
- 2e du Grand Prix de Paris : 1905, 1906, 1924 (3e : 1914)
- 2e du Grand Prix de Neuilly : 1906, 1908
- 2e du Grand Prix de Charenton : 1907
- 2e du Grand Prix de Copenhague : 1908, 1909
- 2e du Prix de la République de vitesse : 1908
- 2e du Grand Prix de Berlin : 1909, 1914
- 2e du Grand Prix de France : 1910, 1913 (3e: 1909)
- 2e du Grand Prix de Genève : 1913

- 3e du championnat d'Europe de vitesse : 1913
- 3e du Grand Prix de Tours : 1913
- 3e du Grand Prix de Nice : 1923

- 8e des Six jours de Paris (avec Lucien Petit-Breton) : 1914